# Histoire philatélique et postale de l'Andorre
L’histoire philatélique et postale d'Andorre est liée aux postes d'Espagne et de France, rappelant la situation géopolitique de cette principauté des Pyrénées, enclavée entre les deux États étrangers où résident ses deux coprinces, l'évêque d'Urgell et le président de la République française (anciennement le comte de Foix et les rois de France).
Il en a découlé la situation actuelle, officiellement acceptée par les deux États en 1931 : les deux administrations postales espagnole et française sont présentes en Andorre, et distribuent le courrier déposé dans leurs boîtes respectives. Par habitude, le courrier intérieur a été acheminé en franchise postale jusqu'au 31 décembre 2008.
Depuis les années 1920, Correos et La Poste émettent des timbres-poste utilisables sur le courrier andorran à destination de l'étranger, également utilisable sur le courrier intérieur à partir de janvier 2009.

## Histoire postale

### Des piétons au premier bureau andorran
Du Moyen Âge jusqu'au XIXe siècle, le courrier est transmis par un porteur bénévole choisi dans le village selon les besoins.
En 1833, côté espagnol, est ouvert un bureau de poste à La Seu d'Urgell qui récupère le courrier andorran vers l'étranger. Le service est véritablement mis en place en 1837 pour faire face à la demande provoquée par l'arrivée d'émigrés fuyant la guerre Carliste. Le courrier destiné à l'Andorre est amené et gardé jusqu'au passage des destinataires à Sant Julià de Lòria et à Andorre-la-Vieille.
Au cours de la même décennie, le cheminement à pied du courrier vers la France devient régulier entre la capitale andorrane et Ax-les-Thermes en Ariège. Le piéton andorran passe par un relais à Soldeu dans la paroisse de Canillo puis grimpe le Port d'Envalira, col situé à 2409 mètres d'altitude. Passé l'obstacle, il descend en France vers L'Hospitalet où il passe le courrier à un Français qui se rend à Ax et ce, jusqu'aux alentours de 1870 et l'ouverture du bureau de l'Hospitalet puis plus tard de celui de Porté-Puymorens. Ces piétons passaient en Espagne pour arriver par La Seu d'Urgell lorsque le col était impraticable à compter des premières neiges de l'automne jusque tard le printemps suivant.
Le premier bureau de poste en Andorre ouvre en 1877 pour faire face à l'augmentation du courrier à traiter que provoque l'arrivée d'Espagnols fuyant la Troisième Guerre carliste entre 1872 et 1876, opposant le prétendant carliste Charles de Bourbon au roi Amédée de Savoie, puis aux autorités de la Première République espagnole. Le bureau vend des timbres-poste d'Espagne et de France qui sont oblitérés à La Seu pour la voie espagnole et à Porté dans les Pyrénées-Orientales pour la voie française.
Des cachets sont apposés dans le bureau de La Seu et les bureaux français, avant et après l'apparition des timbres-poste. Cependant, seules les adresses des correspondants permettent de savoir si un timbre ou un courrier est lié à l'histoire andorrane.

### La concurrence des deux postes
Du Congrès de l'Union postale universelle de 1878 à Paris jusqu'à un accord entre les gouvernements espagnols et français en 1930, les deux pays et leurs administrations postales entrent en rivalité pour le contrôle du courrier andorran.
Si les postes espagnoles sont reconnues organisatrices du courrier en Andorre au Congrès de l'UPU de 1878, les postes françaises ripostent en ouvrant des bureaux et en organisant des services postaux et télégraphiques. Après l'éphémère bureau de septembre 1882 que fait fermer le Conseil général des Vallées et son cachet d'oblitération « ANDORRE - VAL D'ANDORRE » d'origine administrative, un « service du courrier français en Andorre » est officiellement mis en place en 1887 et sont ouverts quatre bureaux télégraphiques en novembre 1892 dotés d'un cachet à Andorre-la-Vieille, Encamp, Saint Julia de Loria et Soldeu. Cependant, le viguier français doit intervenir à cause de manœuvres d'Andorrans favorables à l'autorité du coprince épiscopal perturbant le service postal et télégraphique français. À cette époque, le trafic postal vers la France est d'environ deux lettres par jour pour deux à cinq arrivant en Andorre et deux journaux.
En 1928, les postes espagnoles ouvrent leurs neuf premiers bureaux dans la principauté : une recette à Andorre-la-Vieille, et huit agences dans les principaux lieux-dits. Des timbres spécifiques sont préparés : surcharge de timbres d'Espagne, puis création de timbres légendés « ANDORRA » en 1929. Les actions à l'encontre des postes françaises continuent : les facteurs des postes espagnoles réclament le tarif pour l'étranger aux lettres portant des timbres de France, au lieu du tarif intérieur.

### Deux administrations postales pour un pays
Finalement, en 1929, au Congrès de l'UPU, les gouvernements espagnols et français sont invités à négocier le problème postal, le Conseil général des Vallées souhaitant rester neutre entre les deux puissances protectrices. Le 30 juin 1930, un accord est trouvé. Les premiers bureaux de poste français sont ouverts dans la semaine du 16 juin 1931, le long du parcours des postiers vers la France, dans sept lieux : une recette dans la capitale et six agences.
En 1932, Jaime Nadal Maimo initie des vols postaux entre Barcelone et La Seu d'Urgell, avec pour but de desservir un jour Andorre. Acceptés par la poste espagnole, des timbres andorrans de poste aérienne sont imprimés à Barcelone pour l'occasion : douze valeurs et trois types, auxquels s'ajoutent ceux surchargés « FRANQUICIA DEL CONSELL » pour faire office de timbres de service. Cependant, la mort de Maimo d'une crise cardiaque au début des vols d'essai et l'échec de ses héritiers à obtenir la concession de ce service clôt l'épisode.
À partir de 1936 à cause de la guerre civile en Espagne et jusqu'en 1944 en raison de la Seconde Guerre mondiale et de l'occupation allemande de la France, les courriers quittant l'Andorre sont contrôlés par la censure postales des différents pays concernés, et doivent également utiliser des parcours inhabituels. 
De 1936 à mars 1939, la censure républicaine vérifie deux fois le courrier andorran à La Seu et à Barcelone. Dans le même temps, pour parvenir dans la zone tenue par les nationalistes, le courrier est confié à la poste française puis atteint l'Espagne par Gibraltar, le Portugal ou le Maroc espagnol. L'avancée militaire nationaliste permet le passage par les villes-frontières d'Hendaye et Irun après l'été 1937. La censure côté espagnol continue pendant toute la Seconde Guerre mondiale.
Pendant l'Occupation de la France, le courrier confié à la poste française est censuré à son arrivée dans la Zone libre. Comme les Français, les expéditeurs andorrans de courrier vers la Zone occupée doivent utiliser les cartes interzones. Après l'invasion de la Zone libre en novembre 1942, la poste française cesse son service transfrontalier : le courrier andorran doit passer la censure espagnole à La Seu et la censure allemande en arrivant en France. La censure française s'exerce entre la Libération et la fin du conflit.

### Fonctionnement depuis 1931
Un usager andorran confie son courrier en le déposant dans la boîte aux lettres de l'administration postale de son choix. Si la lettre est adressée en Andorre, le service bénéficie de la franchise postale, mais le service est lent. Si elle est à destination de l'étranger, elle doit être affranchie avec les timbres-poste de l'administration correspondante.
Cependant, la croissance du courrier intérieur due aux publicités et aux envois réguliers (factures par exemple) rend ce service de plus en plus lent dans les années 2000. La Poste française vend en Andorre des entiers postaux de type Prêt-à-poster à partir de 2004 pour tenter d'obtenir paiement d'un service plus rapide. Finalement, fin 2008, le gouvernement de la principauté accepte que les deux opérateurs postaux rendent payant le service intérieur à partir du 1er janvier 2009.
Andorre n'est pas membre de l'Union postale universelle.

## Histoire philatélique

### Précurseurs
Les courriers à destination de l'extérieur de la principauté sont affranchis de timbres espagnols et français selon la poste à qui il est remis. L'affranchissement est d'abord effectué dans les bureaux de poste proches de la frontière avant que des stocks de timbres soient disponibles en Andorre à partir des années 1870.
En 1890, le Conseil général des Vallées accepte l'idée de timbres andorrans soumise par Placido Ramon de Torres. Il fait réaliser treize valeurs selon deux types reprenant les armoiries d'Andorre à partir de dessins et de papier ayant servi à créer de faux timbres d'Argentine : le filigrane du papier est « R A » et la mention du pays signale « REPUBLICA ANDORRA ». Deux ans plus tard, face au refus d'une telle mention par le ministère français des Affaires étrangères, le Conseil refuse les timbres. Imprimés en lithographie en feuille de cent soixante à partir d'une gravure de Tomas Torrebadella, ces vignettes sont vendus par Torres en Espagne.

### Programmes philatéliques andorrans
Avec l'ouverture de bureaux sur place en 1928 pour la poste espagnole et 1931 pour la poste française, des timbres spécialement créés pour le courrier de la principauté sont émis.
Les timbres sont créés par des artistes locaux et des artistes habituels des deux administrations postales, et fabriqués avec les moyens techniques de celles-ci, respectivement la Fábrica Nacional de Moneda y Timbre et Phil@poste Boulazac.
Ces timbres sont vendus par leur poste dans les bureaux andorrans, ainsi qu'en Espagne et en France par les services philatéliques.

### Les émissions espagnoles
Le 28 mars 1928, sont émis les premiers timbres d'Espagne surchargés « CORREOS - ANDORRA » à l'effigie du roi Alphonse XIII, ainsi que deux timbres pour la correspondance urgente (« CORRESPONDENCIA URGENTE »).
Ils sont retirés le 24 novembre 1929 à cause de l'émission le lendemain de timbres légendés « ANDORRA », illustrés de lieux pour les timbres en centimes, des membres du Conseil général au-dessus, et d'un aigle pour le courrier urgent. Des seconds tirages de certaines valeurs et avec une dentelure différente sont effectués entre 1931 et 1938. Les feuilles de ces deux premières séries sont marquées d'un numéro de contrôle. Les deux tirages suivants sont sans ce numéro, uniquement le numéro de tirage. Ils sont effectués entre 1935 et 1943, même si à partir de 1938, des timbres d'Espagne sont utilisés : les combats de la guerre civile en Espagne rendant impossible l'approvisionnement en timbres d'Andorre par la Fábrica Nacional de Moneda y Timbre.
L'approvisionnement en timbres de la principauté n'est pas prioritaire : quelques timbres d'Espagne sont envoyés régulièrement aux bureaux andorrans. En 1948 et 1949, une nouvelle série de timbres d'Andorre est émise, mais le tirage de cinq cent mille exemplaires pour la majorité des valeurs est insuffisant. Malgré l'émission de nouveaux timbres en 1951 et 1953 avec tirage d'un million de timbres pour la valeur en centimes et entre 1963 et 1966 (tirages de deux millions), les postiers espagnols en Andorre ont finalement recours aux timbres espagnols à cause de changements des tarifs. Les plis de complaisance philatélique sont affranchis avec des timbres d'Espagne qui n'ont pas été officiellement vendus en Andorre. Les timbres andorrans de cette période sont illustrés de paysages locaux, de fleurs pyrénéennes, des armoiries et de la carte de la principauté. Le premier timbre sur l'art religieux est émis en février 1964 avec une statue de la Vierge de Meritxell.
À partir de mai 1972 et du timbre Europa aux étoiles de Paavo Huovinenn, la poste espagnole fournit un programme philatélique suffisant et régulier à ses bureaux andorrans. Principalement imprimés en héliogravure, ces timbres multicolores reprennent les sujets antérieurs, se consacrant surtout aux sujets locaux.

### Les émissions françaises
Le 16 juin 1931, la poste française met en vente les premiers timbres andorrans : des timbres de France d'usage courant aux types Blanc, Semeuse (lignée et camée) et Merson surchargés « ANDORRE ». Les affranchissements oblitérés dans une des agences postales sont rarissimes.
Un an plus tard, le 16 juin 1932, la série est remplacée par la première émission légendée « VALLEES D'ANDORRE » illustrés de paysages dessinés et gravés en taille-douce par les artistes français, créateurs de timbres, de l'époque. En décembre 1936, apparaissent les premiers timbres portant les armoiries de la principauté dessinés par Achille Ouvré.
Même si la poste française ne peut plus transporter le courrier andorran vers la France après l'occupation de la Zone libre par l'armée allemande, elle ne manque pas de timbres avec les émissions régulières de nouvelles valeurs. En 1944, outre la nouvelle légende « ANDORRE », les illustrations sont renouvelées avec de nouvelles armoiries par Robert Louis et Jules Piel, et de nouveaux paysages par Ouvré. Ces types, renouvelés en valeurs et en couleurs au fil des tarifs postaux, servent jusqu'en 1961.
Le passage au nouveau franc en France nécessite de nouveaux timbres et va marquer une transformation du programme philatélique andorran : impression en taille-douce multicolore, timbres commémoratifs et émissions Europa. L'héliogravure commence à être employée à partir de 1974, puis une part grandissante du programme est imprimée en offset après le milieu des années 1980.
Si le programme se concentre sur les thèmes locaux, qu'ils soient culturels, naturels ou religieux, des événements d'importance internationale apparaissent régulièrement : avancée spatiale française pour le premier commémoratif de 1962, jeux Olympiques, anniversaire des institutions des Nations unies par exemple. Les coprinces français défunts sont honorés à partir de Charles de Gaulle avec un triptyque de Pierre Béquet en 1972.
Les timbres d'usage courant sont toujours au type Armoiries d'Andorre, régulièrement redessinés, notamment sous une forme sculptée avec la série Écu primitif des vallées gravée par Cécile Guillame d'après la façade de la Casa de la Vall, et en vente de 1983 à 2001. Entre 1996 et 2003, chacune des sept paroisses voient leurs armoiries illustrées à tour de rôle les dix timbres du carnet autoadhésif. Ensuite, c'est la version de 2002 par Alain Seyrat des armoiries d'Andorre qui est conditionnée en carnet.

### Source de l'article
- Catalogue de cotations de timbres des principautés et terres polaires, éd. Dallay, 2007-2008, pages 53-174. Historique sommaire de l'histoire postale d'Andorre et catalogue des émissions espagnoles et françaises.